# Lawrence Gordon (personaggio)
Lawrence Gordon è un personaggio immaginario creato da James Wan e Leigh Whannell, ideatori della serie cinematografica Saw.
È interpretato dall'attore Cary Elwes.

## Biografia
Lawrence Gordon è un medico oncologo. È sposato con Alison e hanno una figlia di nome Diana. È il dottore che diagnostica a John Kramer (Jigsaw) il tumore al cervello. Inizialmente viene sospettato dal detective Tapp per essere lui stesso l'enigmista. Viene rapito e sottoposto ad un test da Jigsaw a causa del suo atteggiamento con la moglie (infatti, come mostrato dalle foto scattate da Adam, lui la tradiva con una delle sue studentesse: Carla Song), per provare il suo rispetto per la vita. Dopo aver superato con successo il test, essendosi amputato un piede, viene curato da John. Ritorna a casa ma a causa della sua instabilità mentale viene lasciato dalla moglie e lei e la figlia lasciano la città. Decide quindi di tornare da Jigsaw e diventa uno dei suoi complici assieme ad Amanda e Mark, senza però che i due lo sappiano. Il suo contributo consisterà principalmente nei "piccoli lavori chirurgici" (ad esempio, ha nascosto la chiave sotto l'occhio di Michael Marks, per il test mostrato all'inizio del secondo capitolo della Saga Saw II). Consiglia a Jigsaw la dottoressa Lynn Denlon, che lavora nel suo stesso ospedale, per il test fatto al marito Jeff. In seguito alla morte di Kramer, la ex moglie Jill Tuck gli recapita nell'ufficio in ospedale una busta. Questa contiene un video nel quale appare lo stesso Kramer, che gli chiede di avere cura di Jill e, in caso le succedesse qualcosa, di agire immediatamente. Infatti quando Hoffman uccide Jill con la trappola per orsi rovesciata, Gordon e due complici con il viso coperto con la maschera di maiale raggiungono Hoffman, in fuga, e lo rapiscono. Successivamente Gordon porta Hoffman nello stesso bagno in cui lui era stato sottoposto al test e lo lega. Al suo risveglio Hoffman cerca di liberarsi e di raggiungere la sega per tagliarsi il piede, ma Gordon lo ferma e prontamente lancia via la sua unica possibilità di salvezza. Andandosene via, spegnendo la luce, e, chiudendo la porta, gli dice: "Game Over".